# Израильский комитет против уничтожения домов
Израильский комитет против уничтожения домов — The Israeli Committee Against House Demolitions (ICAHD), является израильской миротворческой и правозащитной организацией, выступающей за прекращение оккупации палестинских территорий и достижение справедливого мира между израильтянами и палестинцами. В частности, ICAHD использует ненасильственные методы сопротивления прямого действия, направленные на то, чтобы прекратить израильскую политику уничтожения палестинских домов на оккупированных территориях. ICAHD был основан восемью активистами, среди которых был Джефф Халпер, правозащитник с многолетним стажем и профессор антропологии. В настоящее время Халпер является директором комитета.
ICAHD выступает против продолжающейся израильской оккупации Западного берега реки Иордан и Восточного Иерусалима и строительства и увеличения поселений предназначенных только для израильских граждан в этих районах. ICAHD так же обращает особое внимание на «долговременное и продолжающееся нарушение прав человека» и утверждает, что действия Израиля привели к появлению системы апартеида на оккупированных территориях. 

## Деятельность

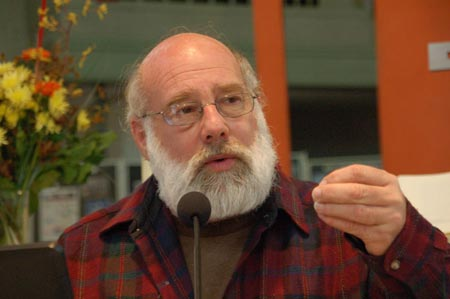
Джефф Халпер, директор ICHD

Деятельность ICAHD включает в себя публикацию книг и статей об израильской оккупации Западного Берега и Газы, распространение информации за пределами Израиля, протесты и операции ненасильственного сопротивления в зоне оккупации. ICAHD так же организует новую постройку уничтоженных палестинских домов, при помощи сети израильских, палестинских и иностранных добровольцев. В дополнению к восстановлению снесенных домов, ICAHD часто предпринимает меры юридического характера, представляя палестинцев, чьи дома были уничтожены или чьим домам угрожает снос.
Активисты ICAHD множество раз подвергались арестам со стороны израильской армии и полиции за попытку предотвратить снос палестинских домов. Так например, 3 апреля 2008 года директор ICAHD Джефф Халпер был в восьмой раз арестован за то, что участвовал в ненасильственном протесте в сносе дома семьи Хамадан в палестинском районе Иерусалима. Этот дом уже ранее сносился израильскими властями и был восстановлен ICAHD.
В типичном случае, ICAHD получает в 5 утра сообщение от палестинской семьи о том, что прибыли бульдозеры для сноса дома. В ответ ICAHD рассылает оповещение активистам различных групп, которые съезжаются на место и проводят там акцию гражданского неповиновения, вставая на пути у бульдозеров.

## Финансирование
Согласно сайту ICAHD, её деятельность «зависит от помощи частных лиц и организаций как в Израиле так и за рубежом. Кроме того ICAHD получает финансовую поддержку от европейского Союза». Так например в 2005 году в рамках программы «Партнёрство ради мира» ЕС предоставил организации €472,786 для проекта «Переомысление: Создание понятной парадигмы мира для израильского общества» 

## Положительные отзывы
В 2006 году, американская неправительственная организация «American Friends Service Committee», лауреат нобелевской премии мира 1947 года, выдвинула директора ICAHD Джеффа Халпера в кандидаты на нобелевскую премию мира, за его деятельность в ICAHD.
В 2007 ICAHD получил приз Olive Branch Award от организации «Jewish Voice for Peace» («Еврейский голос за мир»).

## Критика
Произраильские группы CAMERA и NGO Monitor подвергали ICAHD критике. NGO Monitor утверждает, что ICAHD «последовательно игнорирует контекст продолжающихся палестинских террористических атак». Кроме того NGO Monitor полагает, что «ICAHD продвигает дурбанскую стратегию бойкотирования и демонизации Израиля, использует такие термины как апартеид и таким образом сильно искажает палестино-израильский конфликт».
CAMERA заявляла, что Халпер неправильно оценивал палестинский экономический и сельскохозяйственный рост и критиковала мнение Хальпера о том, что «еврейское государство с исключительными правами на владение… политически и нравственно не состоятельно».
Опрос посетителей сайта NEWSru.co.il (в массе своей русскоязычных израильтян) показал, что 85 % респондентов считают деятельность таких правозащитных организаций, как «Бецелем» и «Махсом Уотч», угрожающей безопасности Израиля. В январе 2011 года Кнессет принял решение о создании парламентской комиссии для расследования источников финансирования таких организаций, как Бецелем, «Махсом Уотч», «Шоврим Штика» и других.